# روبرتو مارتینس
روبرتو مارتینس (به اسپانیایی: Roberto Martínez Montoliú) (زادهٔ ۱۳ ژوئیه ۱۹۷۳ در بالاگوئر) بازیکن سابق فوتبال و مربی کنونی اهل اسپانیا است که هدایت تیم ملی فوتبال پرتغال بر عهده دارد.

## عملکرد باشگاهی
او به عنوان بازیکن در تیم‌هایی چون رئال ساراگوسا، بالاگوئر، ویگان اتلتیک، مادرول، والسال، سوانزی سیتی و چستر سیتی نیز حضور داشته‌است. وی در فصل ۹۴–۱۹۹۳ به عنوان بازیکن موفق شد به همراه تیم رئال ساراگوسا به مقام قهرمانی در کوپا دل ری برسد.

## عملکرد مربیگری

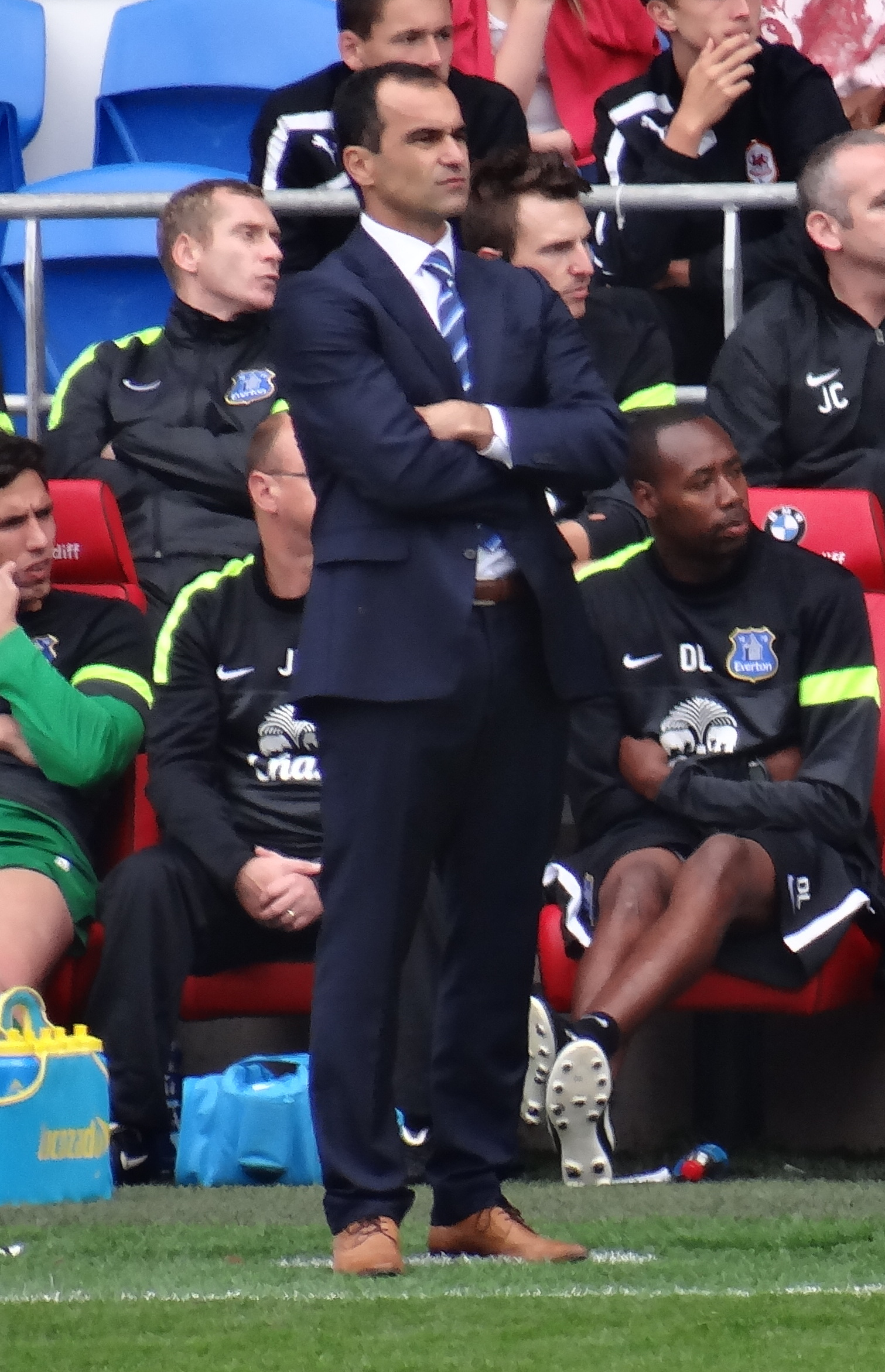
روبرتو مارتینس

مارتینس به عنوان مربی، در فصل ۰۸–۲۰۰۷ موفق شد تیم سوانزی سیتی را به مقام قهرمانی در لیگ دسته اول انگلستان برساند تا این تیم را به لیگ برتر انگلستان راهیابی کرده باشد. وی در این فصل به عنوان مربی سال لیگ دسته اول انگلستان انتخاب گردید.
او همچنین در فصل ۱۳–۲۰۱۲ تیم ویگان اتلتیک را با پیروزی مقابل تیم منچستر سیتی به مقام قهرمانی جام حذفی انگلستان نیز رساند.
وی در پایان فصل ۱۳–۲۰۱۲ از ویگان اتلتیک جدا شد و هدایت تیم فوتبال اورتون را بر عهده گرفت.
در سال ۲۰۱۶ او به عنوان سرمربی تیم ملی فوتبال بلژیک انتخاب شد. مارتینس بلژیک را در جام جهانی ۲۰۱۸ به مقام سوم رساند. وی پس از جام جهانی ۲۰۲۲ از سمت خود برکنار شد و پس از آن سرمربی تیم ملی فوتبال پرتغال شد.
که در مرحله یک چهارم نهایی یورو ۲۰۲۴ در ضربات پنالتی از فرانسه شکست خورد و حذف شد.